# Grand Army of the Republic

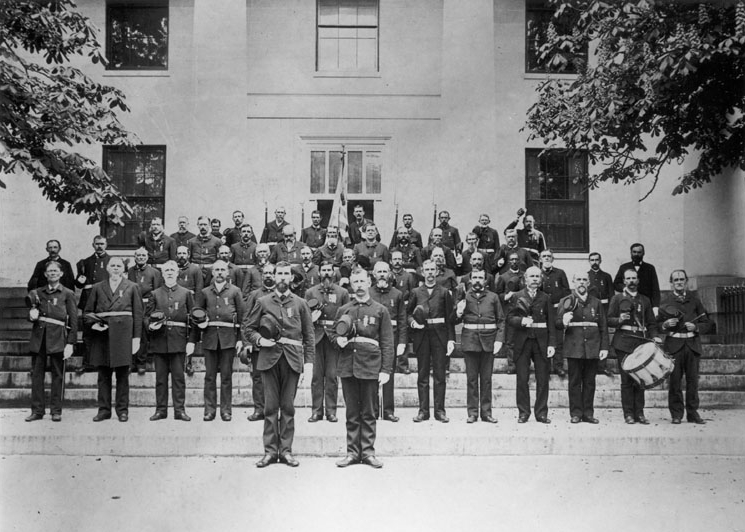
Członkowie Grupy 144 GAR w roku 1885

Grand Army of the Republic (GAR) – organizacja bratniej pomocy składająca się z weteranów Armii Unii, US Navy, Marines i Revenue Cutter Service, którzy służyli podczas wojny secesyjnej w Stanach Zjednoczonych. Założona została w roku 1866 w Decatur (Illinois), a rozwiązana w 1956 wraz ze śmiercią Alberta Woolsona, jej ostatniego członka. GAR, będąca organizacją ludzi powiązanych wspólnymi wojennymi losami, stała się pierwszą w Ameryce zorganizowaną grupą nacisku politycznego, wspierającą prawa wyborcze czarnoskórych weteranów, lobbującą w Kongresie na rzecz przyznania zasiłków weterańskich i popierającą w wyborach republikańskich kandydatów. W szczytowym dla niej roku 1890 liczyła ponad 490 000 członków. Jej następczynią była organizacja Sons of Union Veterans of the Civil War (SUVCW), złożona z męskich potomków unijnych weteranów.

## Historia

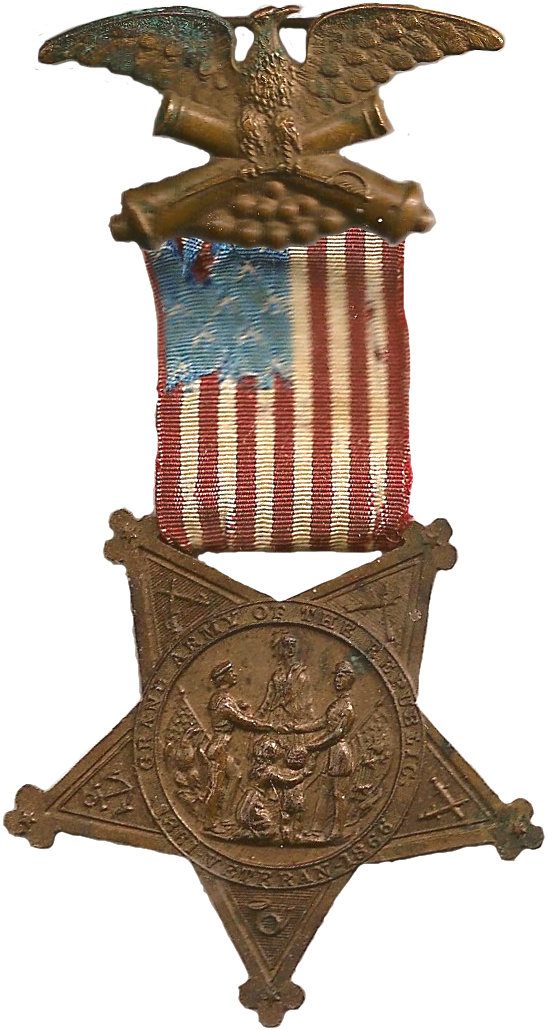
Odznaka GAR

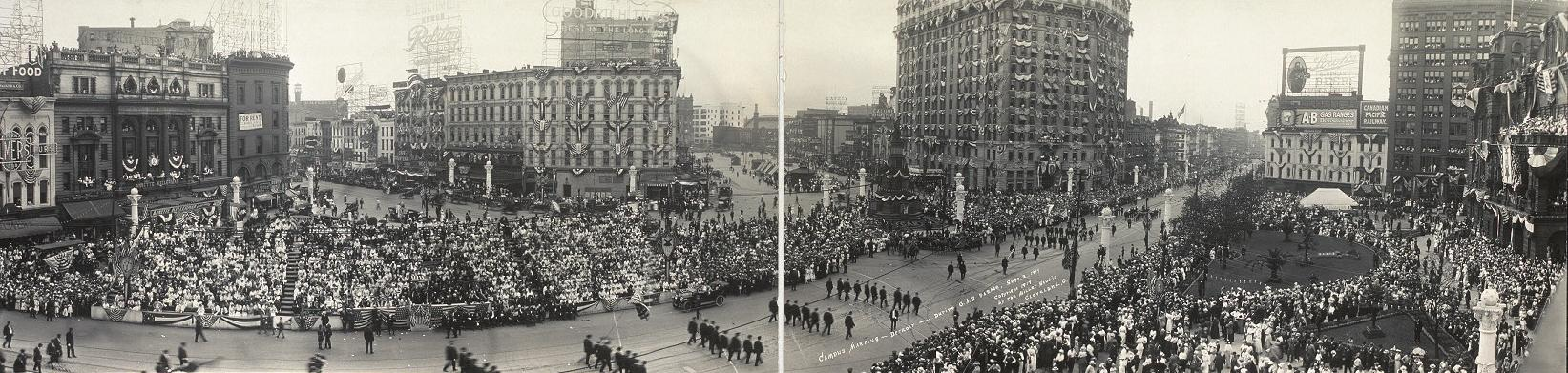
GAR Parade during the 1914 Encampment in Detroit, Michigan

Po zakończeniu wojny secesyjnej zaczęły powstawać w Ameryce liczne organizacje weteranów, których celem było wzajemne utrzymywanie kontaktów i niesienie pomocy koleżeńskiej. Uczestnicy wojny garnęli się przede wszystkim do kolegów z tych samych oddziałów i formacji. Początkowo szukali jedynie towarzystwa, później także wpływów politycznych. Największą i najprężniejszą z tych organizacji była Grand Army of the Republic założona 6 kwietnia 1866 roku w Decatur pod hasłem „Braterstwo, Pomoc i Lojalność”.
Od samego początku GAR istniała i działała jako de facto polityczne ramię Partii Republikańskiej, szczególnie w gorączce walki politycznej okresu Rekonstrukcji. Chęć upamiętnienia uczestników wojny po stronie Unii, czarnych i białych, natychmiast splotła się z zaangażowaniem politycznym. GAR poparła prawa wyborcze czarnoskórych weteranów uznając ich patriotyzm. Ci jednak, choć początkowo z entuzjazmem przyjęli hasło równości i zaczęli unikać organizacji tylko dla czarnych, przedkładając nad nie układ ponadrasowy, gdy zapał Partii Republikańskiej do przeprowadzenia na Południu głębokich reform zaczął słabnąć, odwrócili się od GAR. W rezultacie organizacja stała się niewiarygodna i zaczęła słabnąć. W początku lat osiemdziesiątych XIX wieku GAR była bliska załamania, a wiele grup przestało istnieć.
Kilka lat później organizacja odżyła pod nowym kierownictwem, które potrafiło stworzyć podstawy działalności, jaką było silne wsparcie federalnego projektu przyznania weteranom zasiłków. To spowodowało powrót − w znacznej liczbie − czarnych weteranów, którzy zaczęli tworzyć nowe oddziały. Organizacji nie udało się natomiast wywalczyć świadczeń inwalidzkich dla czarnoskórych żołnierzy. Większość z nich nigdy nie otrzymała zadośćuczynienia za rany odniesione w okresie służby.
Na poziomie stanowym GAR była podzielona na „departamenty”, zaś na poziomie lokalnym na „oddziały”. Członkowie nosili quasi-militarne uniformy. Departamenty istniały w każdym z kontynentalnych stanów, a ponadto było kilka oddziałów zamorskich.
Ten podział na departamenty i oddziały został później przyjęty przez inne organizacje weterańskie, jak American Legion (I wojna światowa) i Veterans of Foreign Wars (II wojna światowa).
W roku 1868 komendant GAR, gen. John A. Logan, ogłosił dzień 30 maja weterańskim świętem Decoration Day, dziś obchodzonym jako Memorial Day. Podczas pierwszych obchodów ludzie zaczęli upamiętniać swych poległych w wojnie kwiatami i flagami na grobach, co z biegiem czasu stało się narodową tradycją.
Największe znaczenie polityczne GAR miała w ostatnich dziesięcioleciach XIX wieku, kiedy to z powodzeniem poparła kilku republikańskich kandydatów na urząd prezydenta Stanów Zjednoczonych, poczynając od Ulyssesa Granta, a kończąc na Williamie McKinleyu. W sumie pięciu członków GAR było prezydentami USA. Wiele ugrupowań weterańskich walczyło o polityczne poparcie GAR i trwało to dopóki GAR nie ogłosiła oficjalnie, że jej następczynią będzie organizacja Sons of Union Veterans of the Civil War.
Mimo że była organizacją skupiającą samych mężczyzn, GAR w roku 1897 przyjęła jedną członkinię, którą została Sarah Emma Edmonds służąca w 2 Regimencie Piechoty z Michigan Infantry pod zmienionym nazwiskiem Franklin Thompson od maja 1861 do kwietnia 1863 roku. W roku 1882, na podstawie relacji byłych kolegów, złożyła podanie o przyznanie weterańskiego zasiłku, który otrzymała w lipcu 1884 roku. Edmonds była członkinią GAR bardzo krótko, bo zmarła 5 września 1898 roku, niemniej jednak w roku 1901, kiedy to jej szczątki zostały przeniesione na cmentarz w Houston, miała pogrzeb z pełnymi honorami wojskowymi.
GAR osiągnęła największą liczebność w roku 1890 (490 000 członków). Zjazdy krajowe odbywały się w latach 1866-1949 corocznie. Na ostatnim zjeździe w Indianapolis kilku ostatnich żyjących weteranów głosowało za pozostawieniem na stanowiskach dotychczasowych członków zarządu do chwili rozwiązania organizacji; tym samym Theodore Penland z Oregonu stał się ostatnim komendantem GAR. W roku 1956, po śmierci ostatniego członka Alberta Woolsona, GAR przestała oficjalnie istnieć.